# 베리 맥이보이
베리 맥이보이(Barry McEvoy, 1967년 7월 11일 ~ )는 아일랜드의 배우이다.
벨파스트에서 태어났다.

## 영화
- 천국에서의 5분간 (2009년)
- 캐리비안의 해적 - 망자의 함 (2006년)
- 베로니카 게린 (2003년)
- 에버래스팅 피스 (2000년)
- 게티스버그 (1993년)